# Bracsevce
Bracsevce (horvátul: Bračevci) falu Horvátországban, Eszék-Baranya megyében. Közigazgatásilag Drenyéhez tartozik.

## Fekvése
Eszéktől légvonalban 34, közúton 46 km-re délnyugatra, Diakovártól légvonalban 17, közúton 18 km-re északnyugatra, községközpontjától 6 km-re északra, Szlavónia középső részén, a Krndija-hegység északi nyúlványai alatt, Potnjani és Razbojište között a Vuka völgyében fekszik.

## Története
Középkori létezésére nincs egyértelmű bizonyíték. 1477-ben Racsa tartozékai között említenek egy „Brachewcz” nevű praediumot, de ennek azonosítása bizonytalan. A török uralom idején 1683-ig horvát lakossága volt, de a Bécs ellen vonuló török sereg feldúlta a falut és lakossága elmenekült. Ezután 1697-ig pusztaság volt. Ekkor Ogramić diakovári és boszniai püspök Boszniából pravoszláv vlachokat telepített ide, mely után már 27 ház állt itt.
Az első katonai felmérés térképén „Bracsevcze” néven található. Lipszky János 1808-ban Budán kiadott repertóriumában „Brachevcze” néven szerepel. Nagy Lajos 1829-ben kiadott művében „Brachevcze” néven 52 házzal, 14 katolikus és 282 ortodox vallású lakossal találjuk. A 19. században a lakosság száma lényegesen megnőtt. A század második felében környékbeli horvátok mellett 1870 és 1890 között Bácskából német, szlovák és magyar családok települtek be.
A településnek 1857-ben 330, 1910-ben 570 lakosa volt. Verőce vármegye Diakovári járásának része volt. Az 1910-es népszámlálás adatai szerint lakosságának 61%-szerb, 19%-a horvát, 13%-a német, 6%-a szlovák anyanyelvű volt. Az első világháború után 1918-ban az új szerb-horvát-szlovén állam, majd később (1929-ben) Jugoszlávia része lett. A partizánok 1944-ben elüldözték a német lakosságot, a helyükre a háború után horvátok települtek. 1991-től a független Horvátországhoz tartozik. 1991-ben lakosságának 50%-a horvát, 44%-a szerb nemzetiségű volt. 2011-ben a falunak 209 lakosa volt.

## Lakossága
| Lakosság változása | Lakosság változása | Lakosság változása | Lakosság változása | Lakosság változása | Lakosság változása | Lakosság változása | Lakosság változása | Lakosság változása | Lakosság változása | Lakosság változása | Lakosság változása | Lakosság változása | Lakosság változása | Lakosság változása | Lakosság változása |
| ------------------ | ------------------ | ------------------ | ------------------ | ------------------ | ------------------ | ------------------ | ------------------ | ------------------ | ------------------ | ------------------ | ------------------ | ------------------ | ------------------ | ------------------ | ------------------ |
| 1857               | 1869               | 1880               | 1890               | 1900               | 1910               | 1921               | 1931               | 1948               | 1953               | 1961               | 1971               | 1981               | 1991               | 2001               | 2011               |
| 330                | 375                | 331                | 413                | 554                | 570                | 592                | 694                | 587                | 625                | 673                | 532                | 376                | 277                | 243                | 209                |

## Nevezetességei
- Szent Demeter tiszteletére szentelt pravoszláv parochiális temploma[7] 1776-ban épült késő barokk stílusban. 1827-ben és 1844-ben megújították. A délszláv háború idején az épületet kifosztották, liturgikus tárgyai, anyakönyvei és levéltára megsemmisültek. Egyhajós épület félköríves apszissal, a homlokzat felett emelkedő, magas, rizalitos, laternás toronysisakkal fedett harangtoronnyal. A torony földszintjén van a templom bejárati előcsarnoka félköríves bejárati nyílással. A templom hajója csehsüveg boltozatos, míg a szentélyt félkupola fedi.
- A Nagyboldogasszony tiszteletére szentelt modern római katolikus temploma a drenyei plébánia filiája.
- A falu harangtonyát 1927-ben építették.

## Oktatás
A településen drenyei elemi iskola alsó tagozatos területi iskolája működik.

## Sport
Az NK „Bračevci” labdarúgóklub a megyei 3. ligában szerepel.

## Egyesületek
- LD „Jelen” Bračevci vadásztársaság.
- UŽ Bračevci nőegyesület.